# (6841) Gottfriedkirch
(6841) Gottfriedkirch ist ein Asteroid des Hauptgürtels, der am 24. September 1960 von dem niederländischen Astronomenehepaar Cornelis Johannes van Houten und Ingrid van Houten-Groeneveld entdeckt wurde. Die Entdeckung geschah im Rahmen des Palomar-Leiden-Surveys, bei dem von Tom Gehrels mit dem 120-cm-Oschin-Schmidt-Teleskop des Palomar-Observatoriums (IAU-Code 675) aufgenommene Feldplatten an der Universität Leiden durchmustert wurden.
Der Asteroid wurde nach dem deutschen Astronomen Gottfried Kirch (1639–1710) benannt, der als Schulmeister und Kalendermacher tätig war, bis er 1700 der erste Astronom der in Berlin am 10. Mai 1700 durch Kurfürst Friedrich III. (später König Friedrich I. von Preußen) gegründeten Kurfürstlich-Brandenburgischen Societät der Wissenschaften wurde.